# Niclas Ramdohr
Niclas Ramdohr (* 1967 in Berlin) ist ein deutscher Musiker, Komponist und Musikproduzent.

## Leben
Niclas Ramdohr besuchte ab 1973 die Conrad-Grundschule und von 1979 bis 1985 die Dreilinden-Oberschule in Berlin. Danach studierte er an der Hochschule der Künste Berlin Musikerziehung, Musikwissenschaft und Komposition, unter anderem bei Jolyon Brettingham Smith und Christoph Rueger. Bereits seit 1989 arbeitet er als Komponist, Arrangeur und Dirigent, wobei sein Schwerpunkt in verschiedenen Formen des Musiktheaters liegt. Er arbeitete unter anderem zusammen mit Hans-Peter Kirchberg, Thomas Ostermeier, Rainer Bielfeldt, Simon Pauli und Uwe Lietzow. Ramdohr ist ebenfalls als Musikproduzent tätig und unterrichtete im Studiengang Musical/Show an der Universität der Künste Berlin. Zudem komponiert er auch Filmmusik.

## Auszeichnungen
- 1. Preis der Paul-Woitschach-Stiftung für das Konzert für Posaune und Orchester

## Werke (Auszug)
- Der Vampyr, Neuköllner Oper (Librettovorlage Wilhelm August Wohlbrück), 1999[3]
- Musical NO SEX!, KAMA-Theater Berlin (Buch: Peter Lund), 1993
- ART Oper, Nero Kaiserkind am Theater des Westens, 1994
- 30 60 90° – durchgehend geöffnet am Theater des Westens, 1999
- Konzert für Posaune und Orchester, Berliner Symphoniker, 2000
- 4x4 – The Berlin Songbook, Gemeinschaftsprojekt mit Orchester des Theater des Westens unter Leitung von Niclas Ramdohr, 2000
- Panik Sound Club – Ein Lied für Gewinner an der Neuköllner Oper, 2003
- Woyzeck und Wunschkonzert, Berliner Schaubühne (Regie: Thomas Ostermeier), 2003
- Musical-Revue Casanova am Berliner Friedrichstadtpalast, 2005
- Konzert Halle.Julia1202, Staatskapelle Halle, 2007

Aktuell wird das Soloprojekt Nicht mehr ganz frisch. Lieder für die Haut ab dreißig
vorbereitet, und an der Oper Magdeburg läuft 2009 seine Kinderoper Pettersson und Findus (Libretto: Holger Potozki).

## Filmmusik
- 2005: Die Frau von gegenüber – Regie: Döndü Kılıç
- 2008: The Other Side of Istanbul – Regie: Döndü Kılıç